# Capela do Engenho Nossa Senhora da Penha
Capela do Engenho Nossa Senhora da Penha é um igreja, localizada em Riachuelo. O estilo arquitetônico do local é barroco. A igreja foi designada um bem tombado pelo IPHAN e é listada como patrimônio de influência portuguesa.
A escritura do engenho da Penha remonta ao fim do século XVIII, indicada a propriedade de Ventura Rabelo Leite de Sampaio. No mesmo período, é registrada a construção de uma capela em homenagem a Nossa Senhora da Conceição. A grandiosidade da construção, da qual restou justamente a capela, "impressiona pela grandiosidade, característica pouco comum às capelas rurais remanescentes dos engenhos de açúcar no Nordeste do Brasil".
A nave da construção religiosa tem, em seus lados, corredores com dupla pavimentação. A capela-mor tem sacristias laterais. Na frente, há duas torres, com um bulbo superior e, acima, um pináculo. No térreo, destacam-se três portas, encimadas por cinco janelas, niveladas com o coro.
Os elementos internos, como decoração e ornamentos, foram saqueados. Havia azulejos pintados e dourados. O acervo é hoje inexistente.
A capela e seu acervo foram tombados pelo IPHAN em 23 de março de 1943, com número do processo 308-T-1942, inscrição no Livro do Tombo Histórico n. 208 e inscrição no Livro do Tombo Belas Artes n. 273-A.

## Galeria

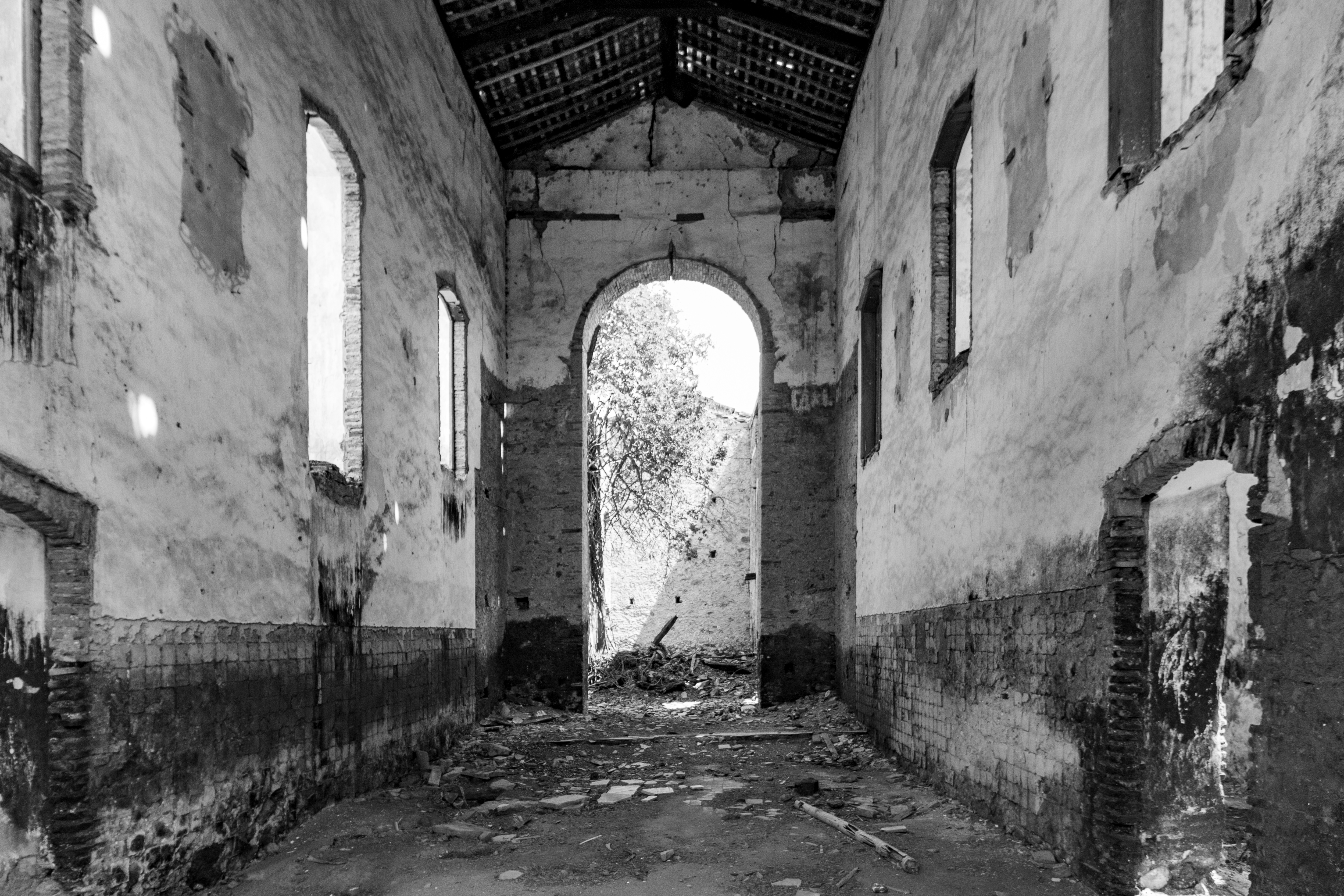
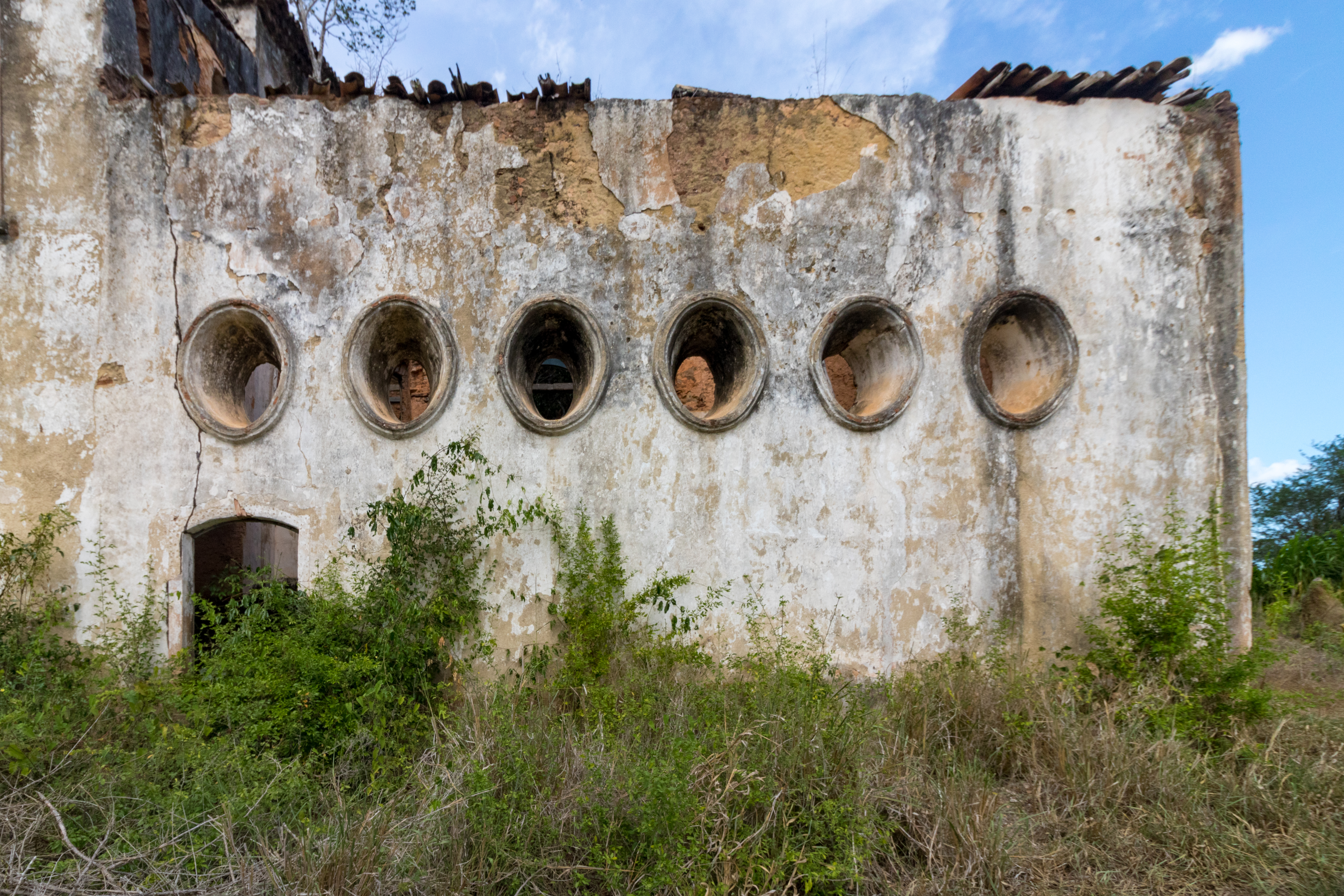
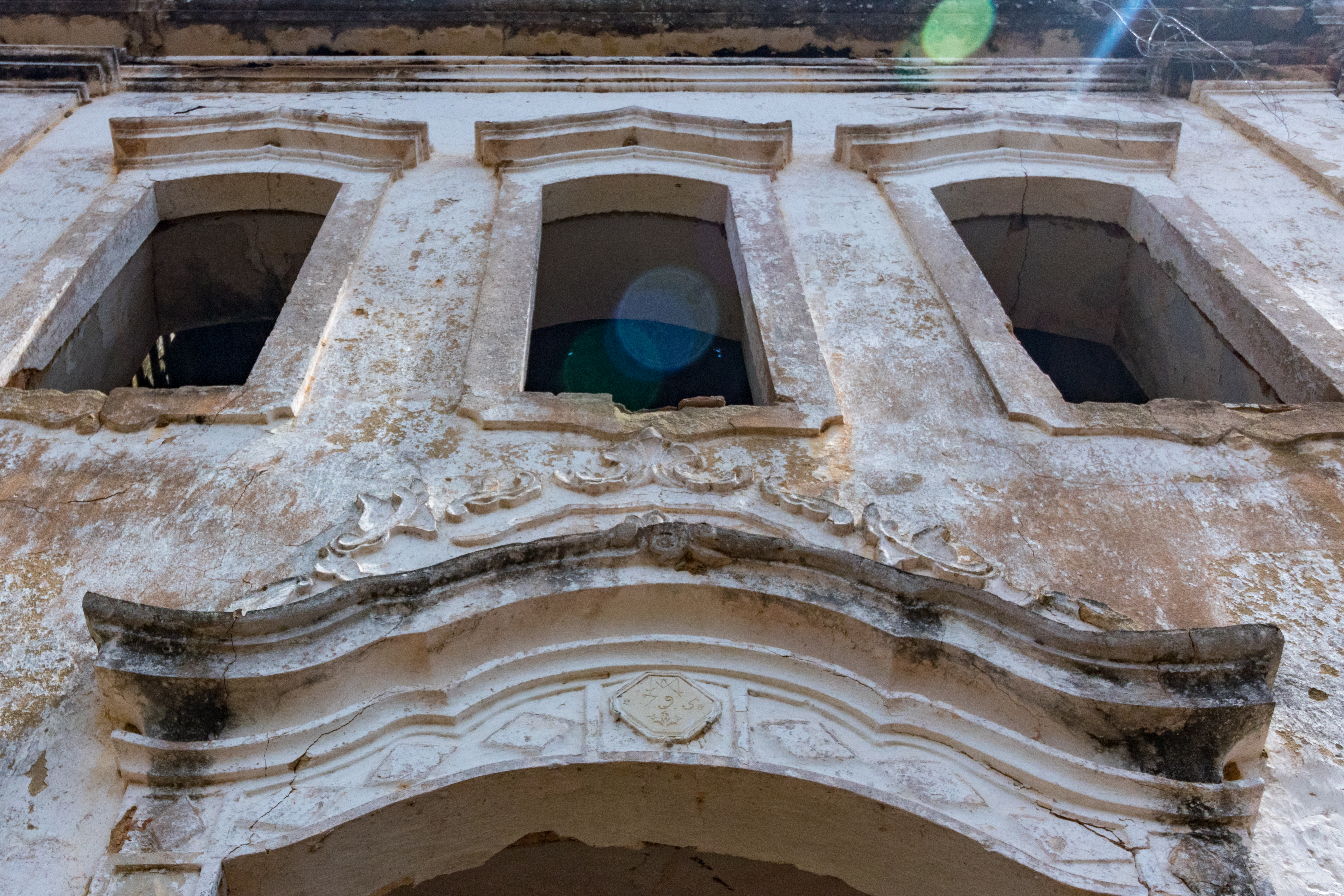
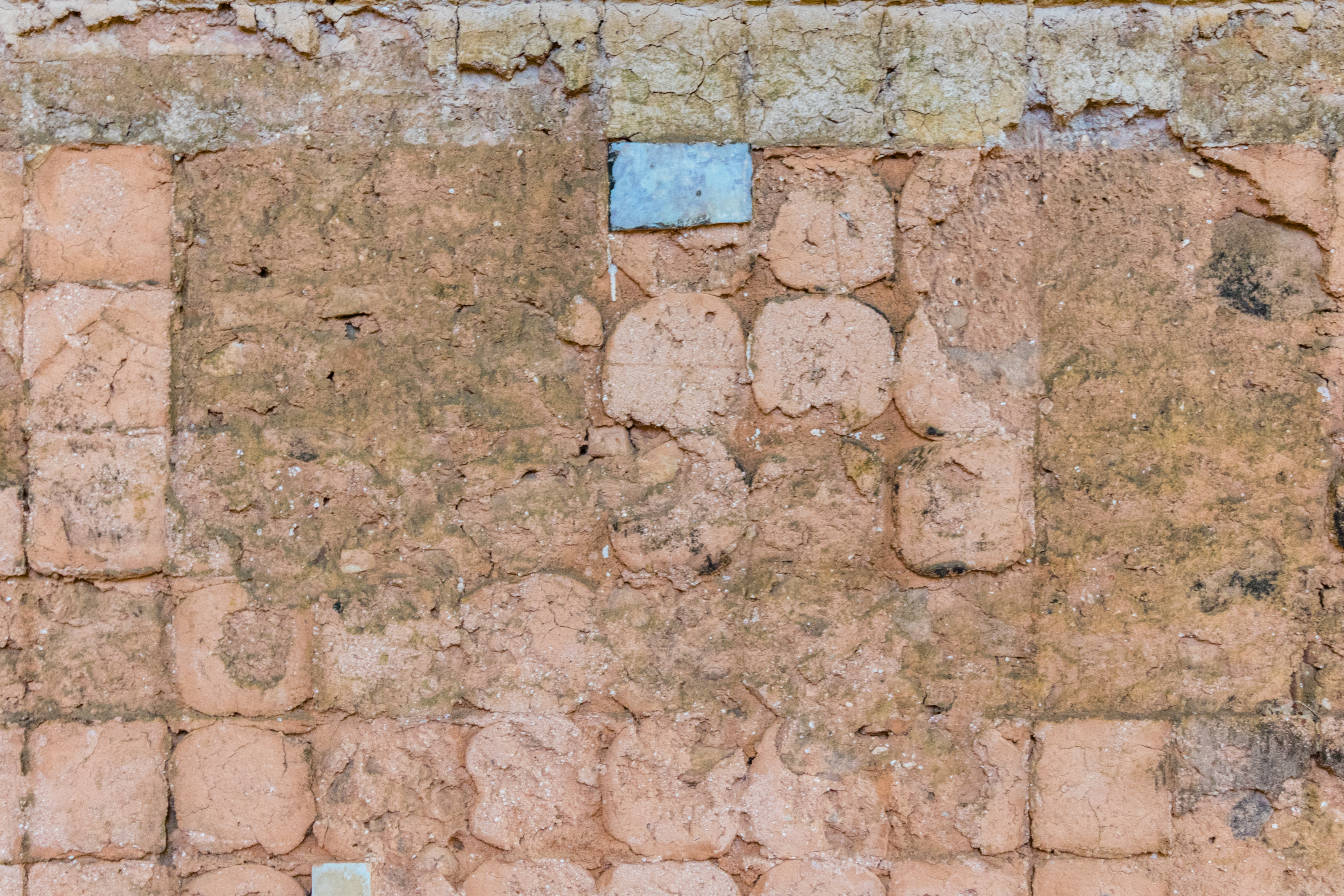
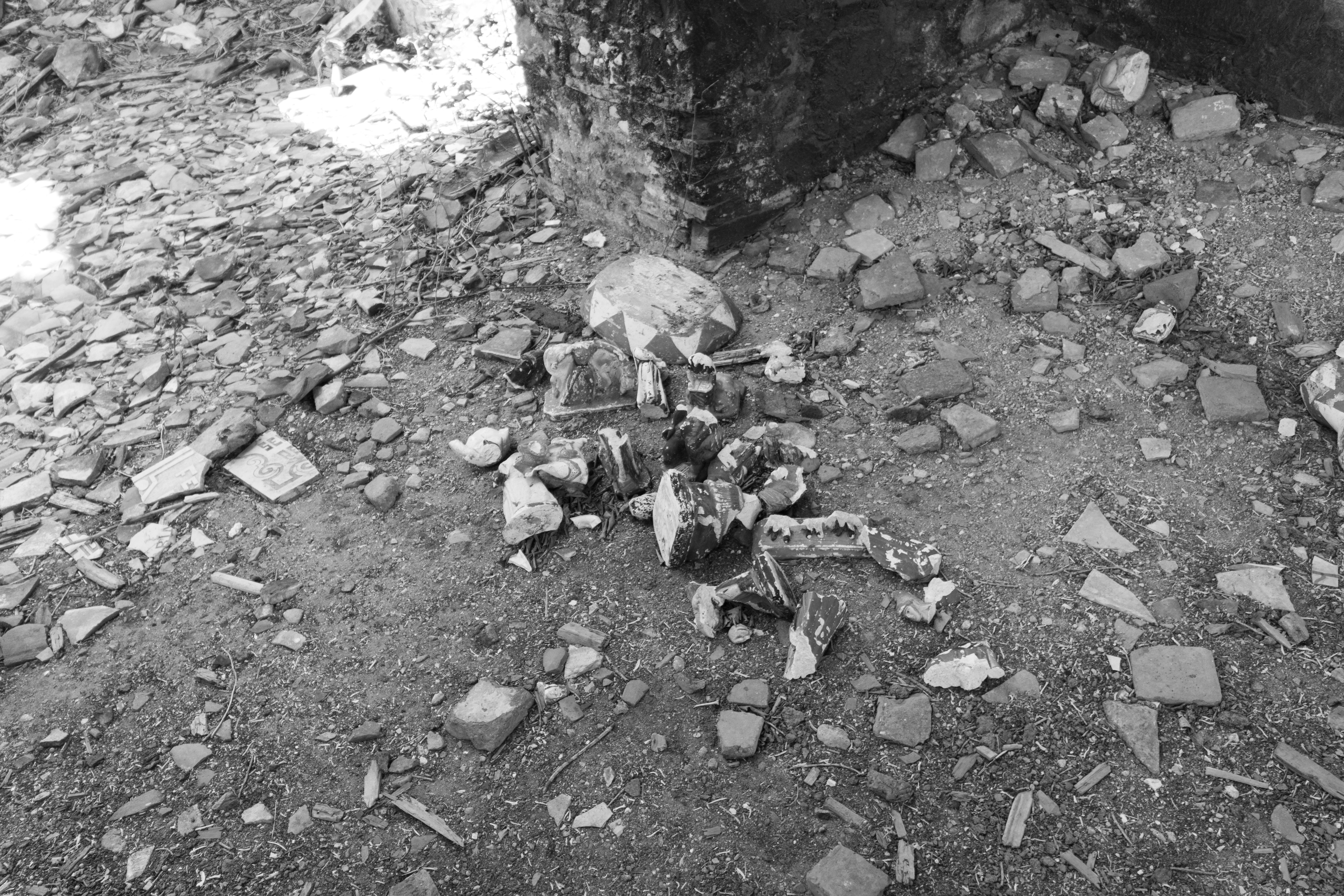